# Садльно (Західнопоморське воєводство)
Садльно (пол. Sadlno, нім. Zedlin) — село в Польщі, у гміні Тшеб'ятув Ґрифицького повіту Західнопоморського воєводства.
Населення — 333 особи (2011).
У 1975-1998 роках село належало до Щецинського воєводства.

## Демографія
Демографічна структура станом на 31 березня 2011 року:
|          | Загалом | Допрацездатний вік | Працездатний вік | Постпрацездатний вік |
| -------- | ------- | ------------------ | ---------------- | -------------------- |
| Чоловіки | 175     | 41                 | 115              | 19                   |
| Жінки    | 158     | 30                 | 92               | 36                   |
| Разом    | 333     | 71                 | 207              | 55                   |